# 胡卓伟 (药理学家)
胡卓伟 (1955年—)，中国湖南省长沙市人，研究领域为纤维增生疾病的免疫病理学机制等。出版《自噬——生物学与疾病（第二版）》、《当代药理学》、《器官纤维化基础及中医药防治》和《组合化学和新药筛选》等专著。中国教育部第六批“长江学者”特聘教授，政府特殊津贴获得者。

## 生平
1976年和1982年先后毕业于湖南医科大学医疗系、硕士研究班。1985年在加州大学担任博士后访问学者。1986年在斯坦福大学从事临床药理博士后研究。1992年获得斯坦福大学分子细胞生理学博士学位。
1992年至2004年间，在斯坦福大学工作。2004年在中国医学科学院北京协和医学院药物研究所建立分子免疫和肿瘤药理实验室，现在该研究所工作。